# Jarosty
Jarosty is een plaats in het Poolse district  Piotrkowski, woiwodschap Łódź. De plaats maakt deel uit van de gemeente Moszczenica en telt 460 inwoners.

## Verkeer en vervoer
- Station Jarosty